# Processi di Rastatt
I processi di Rastatt indicano un gruppo di 20 procedimenti penali contro un totale di oltre 2.000 imputati.
I processi sono stati celebrati nel castello di Rastatt tra il 1946 e il 1954, nella zona di occupazione francese, sulla base della Legge del Consiglio di controllo n° 10 contro i responsabili del Terzo Reich nazionalsocialista.

## La Corte

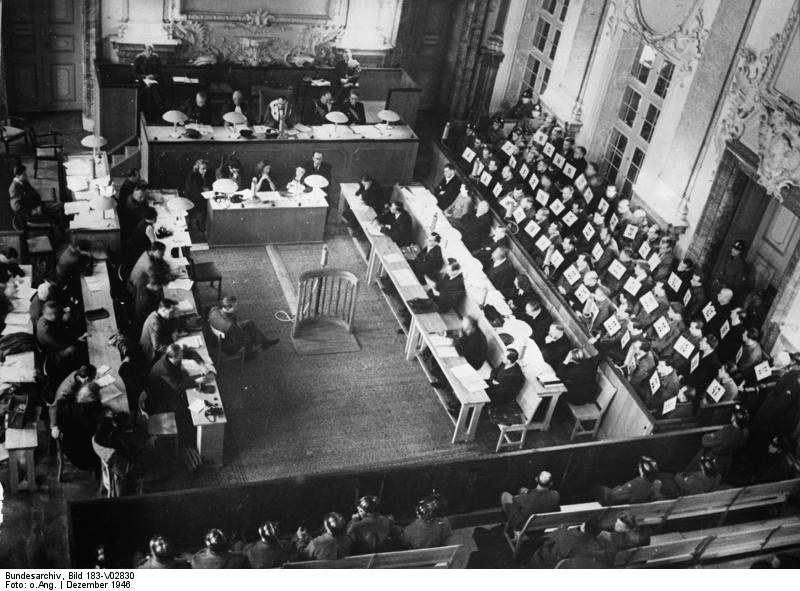
L'aula di tribunale nel castello di Rastatt durante l'apertura del processo per crimini di guerra nel 1946.

L'amministrazione militare francese (in francese: Gouvernement militaire français) istituì il tribunale a Rastatt il 2 marzo 1946: in base allo statuto svolse anche le funzioni di tribunale di primo grado, corte d'appello, corte di cassazione e corte internazionale di giustizia per l'intera area della zona di occupazione francese. Ha ricoperto questa funzione fino alla sua chiusura cerimoniale il 5 marzo 1956.
Finché la zona di occupazione francese fu sotto il controllo del Supreme Headquarters Allied Expeditionary Force (SHAEF), i tribunali di giustizia furono composti dagli ufficiali delle nazioni alleate. In seguito alla decisione francese di assumere la sovranità amministrativa dagli alleati britannici e americani, in conformità con la Dichiarazione di Berlino del 5 giugno 1945, la corte fu composta esclusivamente dai giudici nominati dall'amministrazione militare della zona di occupazione.
La difesa degli imputati fu sostenuta dagli avvocati tedeschi, tra cui Otto Kranzbühler e Karl Heitz: l'imputato aveva il diritto di essere difeso dagli avvocati francesi, facoltà di cui se ne avvalse, ad esempio, Hermann Röchling. Il 1º febbraio 1947, Erwin Dold, comandante del campo di concentramento di Dautmergen, fu l'unico comandante di un campo ad essere assolto per "provata innocenza" dal tribunale militare francese come imputato numero 41, sulla base delle testimonianze rilasciate dagli ex detenuti.

## I processi

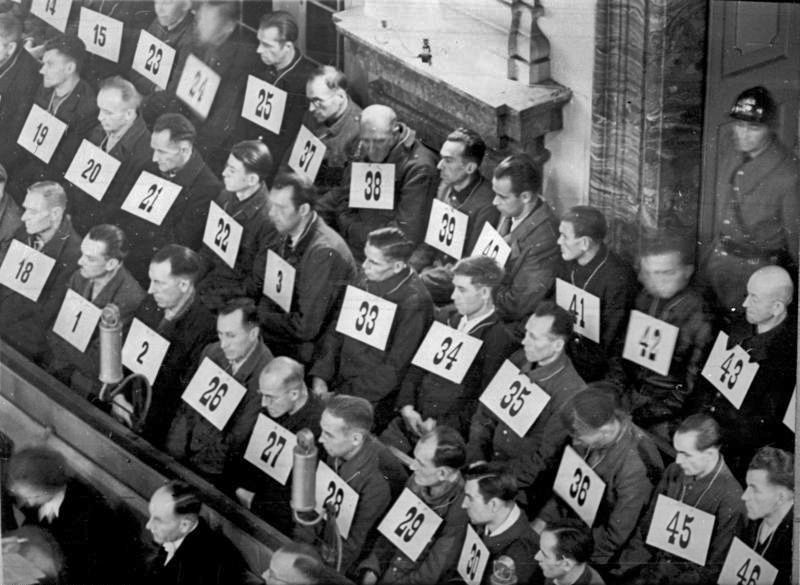
Gli imputati nel processo per crimini di guerra a Rastatt nel dicembre 1946.

La Corte di Rastatt (Tribunal général e Tribunal supérieur) esaminò le accuse per crimini di guerra, crimini contro la pace e crimini contro l'umanità, tra queste furono poste sotto esame:
- 15 maggio – 5 giugno 1946: processo a Fritz Schmoll, comandante del campo della Gestapo di Neue Bremm, a Saarbrücken,  e al suo aiutante Karl Schmieden;[5]
- 9 dicembre 1946 - 21 novembre 1947: 4 processi contro il personale dei campi di concentramento minori del Württemberg e cioè dei campi satellite del campo di Natzweiler-Struthof e del campo di Schirmeck-Vorbruck ("Operazione Wüste"; Haslach-Vulkan; Niederbühl; Gaggenau-Rotenfels; Vaihingen; Kochendorf; Unterriexingen; Campo di concentramento di Hessental);[6]
- 23 dicembre 1946 e 6 gennaio 1947: processo a Heinrich Tillessen;[7]
- 22-31 Luglio 1947: campo di concentramento di Bruttig-Treis;[8]
- 26 aprile – 14 maggio 1948: sottocampo di Porta Westfalica;[9]
- 15 giugno - 28 ottobre 1948: campo di concentramento di Hinzert;[10]
- 30 giugno 1948 - 25 gennaio 1949: processo Röchling. Gli imputati furono: Hermann Röchling, Ernst Röchling, Hans-Lothar von Gemmingen e i direttori Wilhelm Rodenhausen e Albert Maier;[11]
- 12 e 29 dicembre 1949: processo contro le guardie del campo di Ravensbrück;[12][13]
- 17 aprile – 13 maggio 1950: processo a Fritz Suhren, SS-Sturmbannfuhrer e comandante del campo, e Hans Pflaum, SS-Oberscharführer nel campo di Ravensbrück.[14]

In totale furono processate circa 2.000 persone, la pena di morte fu inflitta in 105 casi ed eseguita per 62 volte. Nel 1949 furono sostenute 235 accuse contro i funzionari nazionalsocialisti; fino al 1954 si svolsero i procedimenti di revisione dinanzi al tribunale superiore.

## Conseguenze
I processi di Rastatt misero in luce i crimini commessi contro i lavoratori e contro i prigionieri in alcuni dei campi più piccoli del sistema di campi nazisti, specialmente nel sud-ovest della Germania. I "classici" crimini di guerra, invece, non furono quasi mai trattati, tanto che la dicitura "processo per crimini di guerra" non è realmente significativa: lo svolgimento del processo fu espressione della convinzione che la responsabilità storica dei crimini nazionalsocialisti risiedesse non solo in un ristretto gruppo di ideologi ma in ampi gruppi sociali, convinzione basata sulle scienze politiche e sociali dell'epoca.
In particolare, la sentenza emessa il 6 gennaio 1947 nel processo Heinrich Tillessen, fu significativa e vincolante rispetto alla constatazione del tribunale "per tutti i tribunali e gli organi amministrativi tedeschi", "che l'elezione al Reichstag del 5 marzo 1933 avvenne in circostanze che rappresentano un'evidente illegalità con l'uso della forza ammessa dal governo, e che la cosiddetta Legge delega del 23 marzo 1933, contrariamente all'affermazione che fosse conforme alla Costituzione, è stata di fatto emanata da un Parlamento che aveva una composizione illegittima per l'esclusione di 82 deputati debitamente eletti, e che combinando tutti i poteri nelle mani di Hitler ha violato tutti i requisiti essenziali di un governo giusto e regolato secondo i principi legali" e "che il governo di Hitler non si basava su un voto di fiducia da parte di un Parlamento debitamente costituito, né prima né dopo il 21 marzo 1933, requisito previsto dall'allora vigente Costituzione dell'11 agosto 1919".
I processi di Rastatt sono stati in gran parte trascurati, il che potrebbe essere dovuto al periodo di segreto istituzionale di 100 anni per i fascicoli dei processi militari francesi. Questi fascicoli del processo, conservati a Colmar negli Archives de l'occupation française en Allemagne et en Autriche del Ministero degli Affari Esteri francese, erano ancora disorganizzati nel 1999 e non accessibili per l'analisi storico-scientifica. Le maggiori fonti significative sono i resoconti contemporanei dei quotidiani o dei riferimenti stessi dei testimoni oculari. Nell'Archivio federale di Coblenza c'è solo un piccolo inventario sul processo di Rastatt.
Nel 2011, l'archivio distrettuale di Rastatt ha ricevuto un totale di 23 cartelle con i documenti del processo proveniente dal patrimonio dell'avvocato Helga Stödter, la quale nel periodo dal 1946 al 1950 (sotto il suo nome di nascita Helga Kloninger) lavorò come difensore d'ufficio in 295 cause presso il Tribunale generale.

## Nella cultura di massa
- Annika Weißhaar, „Die Rastatter Prozesse“: Judith Voelker im Interview, su dokumentarfilm.info. URL consultato il 30 maggio 2021 (archiviato dall'url originale il 2 giugno 2021).
- Die Rastatter Prozesse – Kriegsverbrecher vor Gericht, su youtube.com, 2020. URL consultato il 30 maggio 2021.
- Die Rastatter Prozesse - Kriegsverbrecher vor Gericht, su arte.tv. URL consultato il 30 maggio 2021 (archiviato dall'url originale il 14 maggio 2021).